# Santa Martha, Francisco León
Santa Martha är en ort i Mexiko.   Den ligger i kommunen Francisco León och delstaten Chiapas, i den sydöstra delen av landet, 700 km öster om huvudstaden Mexico City. Santa Martha ligger 670 meter över havet och antalet invånare är 114.
Terrängen runt Santa Martha är kuperad. Runt Santa Martha är det ganska tätbefolkat, med 80 invånare per kvadratkilometer. Närmaste större samhälle är Tecpatán, 17,0 km söder om Santa Martha. I omgivningarna runt Santa Martha växer i huvudsak städsegrön lövskog.